# Nesokia bunnii
Nesokia bunnii  (Khajuria, 1981) è un roditore della famiglia dei Muridi endemico dell'Iraq meridionale.

## Descrizione

### Dimensioni
Roditore di grandi dimensioni, con la lunghezza della testa e del corpo tra 250 e 271 mm, la lunghezza della coda di 205 mm e un peso fino a 519 g.

### Aspetto
La pelliccia è ruvida. Le parti superiori sono di un colore rosso brillante, i fianchi sono gradualmente arancioni o giallo-brunastri, mentre le parti ventrali e gli arti posteriori sono bianchi. É presente una maschera facciale più scura. Gli artigli anteriori sono allungati, i piedi sono scuri. La coda è più corta della testa e del corpo, è uniformemente nerastra e ricoperta finemente di piccoli peli biancastri.

## Biologia

### Comportamento
È una specie notturna e fossoria. Viene raramente osservata solo dopo le inondazioni degli acquitrini dove vive. Nuota abilmente e può arrampicarsi sulle palme da datteri, che danneggia mangiando le parti più morbide.

## Distribuzione e habitat
Questa specie è presente nelle paludi acquitrinose alla confluenza del Tigri e dell'Eufrate, nell'Iraq meridionale. Probabilmente è presente anche nelle paludi di Al-Hawizeh, lungo il confine tra Iraq e Iran.
Vive in ambienti umidi.

## Conservazione
La IUCN Red List, considerato il declino della popolazione di oltre il 50% negli ultimi 10 anni a causa della perdita del proprio habitat, classifica N.bunnii come specie in pericolo (EN).